# Туризам у Котору
Туризам у Котору базира се пре свега на културном туризму, па тек потом следе приморски туризам и остали видови туристичке понуде.
Котор се налази у једном од најлепших залива света, а у једно и град богате културно-историјске прошлости. Стари град Котор сврстава се међу најбоље сачуване средњовековне урбане средине типичне за градове настале у периоду од 12. до 14. века, што је овај град уврстило на УНЕСКО-ву листу Светске баштине. У околини Котора драгоцене културно-историјске споменике, неизоставне дестинације током посете Котору, свакако представљају и градићи Рисан и Пераст, па се которски туризам од самих почетака развија управо у том правцу. Последњих година управо у Боки је почео да се развија и црногорски крузинг туризам, а Котор се годинама налази међу пет најпопуларнијих крузинг лука у источном Медитерану.
Клима у Котору се одликује топлим и сувим летима и благим и влажним зимама. Просечна годишња температура не прелази 15,2 °C. Купалишна сезона траје 144 дана у години, а 213 дана годишње је без ветра.
Которска ривијера обухвата и неколико места у околини, међу којима су најзначајнија Прчањ, Столив, Пераст и Рисан, сви удаљени неколико километара од Котора, према југу старим путем према Тивту, и на север, Јадранском магистралом према Херцег Новом.

## Плаже
Котор са околином не одликује се плажама и број пешчаних плажа сведен је на минимум, уз неколико каменитих. Две пешчане плаже веома малих капацитета налазе се у местима Ораховац и Љута, неколико километара удаљене од центра града у правцу Рисна. Уз обалу, у оба правца - према Рисну и према Перасту, постоје понте и мале плаже испод пута, а мањи кафеи смештени уз обалу често посетиоцима нуде сунцобране и лежаљке на делу обале уз објекат. Најближе уређене плаже налазе се у Тивту, Будванска ривијера удаљена је од Котора 20-ак, а Херцегновска око 35 км.

## Туристичке атракције
Насупрот недостатку плажа, Которска ривијера, Заједно са Цетињем, представља окосницу културног туризма Црне Горе. Котор са околним местима Рисном и Перастом спада свакако у највеће културно-историјске споменике и атрактивне туристичке дестинације. То је управо и разлог што је управо у Боки почео да се развија црногорски крузинг туризам, а Котор се годинама налази међу пет најпопуларнијих крузинг лука у источном Медитерану, заједно са Дубровником, Венецијом, Санторинијем и Родосом.
Посебну атракцију представља Акваријум Бока, први је и једини јавни акваријум у Црној Гори. Налази се у которском насељу Доброта, на самој обали мора. Смештен је у згради Института за биологију мора. Сама зграда Института заштићена је као споменик културе.

### Старо градско језгро Котора
Стари град Котор свакако је једна од највећих туристичких атракција у Црној Гори. Читав град унутар зидина испресецан је уским уличицама и трговима на којима се налазе чувене грађевине. Утврђивање Котора започето је још у 9. веку, да би до 18. века био заокружен заштитни зид око целог града. Укупна дужина зидина износи око 4.5 км, ширина је од 2 до 15 метара, а на неким местима бедеми достижу висину од 20 метара. Зидине потпуно окружују град, уздижући се од которске риве према тврђави Свети Јован (међу мештанима позната као „Санђовани”), где се налази и највиши врх зидина, на висини од 260 м н. в. До њега води 1350 степеника. Главни улаз у град представљају Врата од Мора која се налазе на западној страни, а поред њих у град се може ући и кроз северни и најстарији, јужни улаз, који потиче из 10. века. Кроз врата од Мора улази се на Трг од оружја, највећи которски трг и једна од омиљених туристичких локација. Добио је име у млетачко доба, када се на њему, првенствено у згради Арсенала, поправљало и складиштило оружје. Данас Трг од оружја представља у Котору. Поред кафића, продавница и банака, на њему се налазе и историјски и културни објекти – Врата од Мора, Наполеоново позориште, Кула градске страже, Кула са сатом, као и већ поменута зграда Арсенала.
- Најпознатији храм у Котору, уједно и симбол града, свакако је катедрала Светог Трипуна, која се први пут помиње у 9. веку, када су у њу донете мошти Светог Трипуна.
- Најзначајнији православни храм у Котору је Црква Светог Николе, изграђена почетком 20. века на темељима старије гарђевине, страдале у пожару.
- Црква Светог Луке је најстарији православни храм у граду. Подигнута је за време владавине српске династије Немањића, крајем 12. века, као католички храм. Половином 17. века, када се број православног становништва у Котору нагло повећао, црква је постала православни црквени објекат, али су католички верници у њој имали свој олтар до половине 19. века.
- У средишњем делу Старог града налази се црква Светог Михаила, која у данашњем обику датира с краја 14. бека, али археолошки налази указују да је на том месту постојала знатно већа грађевинајош почетком 12 века.
- У источном делу старог Котора налази се црква Свете Ане. С обзиром да је неколико пута дограђивана не може се са прецизно утврдити када је овај храм настао, али су струцњаци за реконструкцију старих здања дошли до података да је старији део цркве изграђен у 13. а новији у 14. веку. Занимљиво је да је ова црква кроз векове била посвећена већем броју светаца — Светом Мартину, Светој Венеранди, а данас Светој Ани.

- Још једна позната которска црква је и Црква Свете Марије Колеђате, или Госпе од здравља, у Котору познатија као црква Свете Озане, јер се у њој чувају мошти ове светице.[9] Црква се алази изнад северних градских врата, а подгинута је почетком 13. века. Испод ње су пронађени остаци до сада најстарије грађевине у Котору, ранохришћанске базилике из 6. века н. е.[10]

Међу многобројним которским споменицима налазе се и цркве Светог Јосипа, госпе од Анђела и Светог Павла.
Неизоставна атракција коју треба видети свакако је и градски торањ на Тргу од оружја, изграђен почетком 17. века, са стубом срама испред њега и сатни механизмом у оквиру грађевине. У близини торња налази се Кула градске страже, Кнежева палата, зграда Арсенала и Наполеоново позориште, познато по томе што је било прво позориште на Балкану, које је почело са радом у 19. веку. Унутар зидина налазе се многобројне палате које караткетрише романичка и барокна орнаментика, зидне декорације и на којима се могу видети грбови породица по којима су добиле име или којима су припадале. Међу њима се, осим поменуте Кнежеве палате, издвајају Палата Бизанти, изграђена у романичком стилу 14. веку, барокна Палата Гргурина с почетка 18. века, Палата Бућа, дом чувене которске породице Бућа, такође из 14. века, једна од најотменијих градских кућа, саграђена у истом периоду, палата Вракјен, која је углавном задржала оригинални изглед и Палата Драго из 15. века, саграђена у близини Катедрале Светог Трипуна. Једна од Најлепших которских палата је Палата Пима, готичка грађевина са елементима барока. Садашњи изглед палата је добила крајем 17. века.
Осим по црквама и палатама тргови Старог града Котора познати су и по многобројним кафићима и ресторанима. Од свих градова на Црногорском приморју Котор је по броју кафића на првом месту. Поред градских кафића велики је број и кафе башти, углавном дуж обале, а ту су још и бројни ресторани и тераса на отвореном у којима се служе традиционални црногорски и морски специјалитети.
- Трг од оружја и Сат кула у позадини
- Стуб срама испред Сат куле на Тргу од оружја
- Врата од мора
- Барокни рељеф унутар Врата од Мора
- Црква Светог Луке
- Прозор на Палати Драго
- Стара карампана (чесма)
- Поморски музеј у Котору
- Неисцрпне идеје которских угоститеља - Вештичје метле „лете” кроз Стари град

### Рисан
Рисан је најстарији град у Боки которској. Најстарија археолошка налазишта потичу из 3. века п. н. е. Био је занатски, поморски и трговацки центар још за време илирске државе. Доласком римљана у Рисну се граде велелепне палате украшене скулптурама и мозаицима који су се задрзали и до данас и представљају културно благо Црне Горе од непроцењиве вредности. Међу великим бројем мозаика издваја се мозаик бога Хипноса, бога сна, једини сачувани мозаик са ликом овог бога на свету.
- Остаци виле из Римског периода у Рисну
- Остаци венецијанске палате у Рисну

### Пераст
Пераст је барокни градић који се налази недалеко од Котора и специфичан је по много чему. Кроз историју многи освајачи су настојали да освоје ово место и ставе га под своје окриље (Византијско царство, млетачки и мађарски, француски, аустријски освајаци...). Свако од њих оставио је значајан траг у овом прелепом малом месту. Најлепше грађевине настале су током 17. и 18. века. У то време у Боки јача поморство, па капетани дизу велелепне виле које и данас плене својом лепотом. Пераст обилује споменицима сакралне архитектуре: црква Светог Николе, настала у периоду између 15. и 17. века, Парохијска црква из 1740. године и посебна атракција — два острва у близини перашке обале:
- Острво Свети Ђорђе је природно острво. На њему се налази Бенедиктински манастир из 12. века и локално перашко гробље.
- Друго острво је Госпа од Шкрпјела, вештачко острво настало, према легенди, 1452. године, када су морнари на морској хриди пронашли икону Богородице са дететом и одлучили да на том месту саграде цркву њој посвећену. Око хриди су почели да набацују камење и олупине чамаца и бродова, тако да се временом површина острва све више ширила. Оно данас има око 3.000 м² и на њему се налази црква Госпе од Шкрпјела, сазидана 1630. године у барокном стилу.[1]

Данас је Пераст једна од најлуксузних дестинација у Црној Гори.

## Крузинг туризам
Захваљујући овако богатој историји и култури Котор се нашао међу 5 најпопуларнијих крузинг лука у источном Медитерану. Котор се налази у Боки которској, највећој природно заштићеној марини у Јадранском мору. Окружен стрмим планинама заштићени је од ветрова и отвореног мора, што бродовима и јахтама обезбјеђује сигуран вез у марини и луци. Многи верују да Бококоторски залив представља најјужнији фјорд Европе. Први наутички туристи на јахтама почињу да свраћају у Которску луку почетком 70-их година 20. века, а за њима стижу и први већи бродови за крстарење. Од почетка 21. века број крузера који пристају у Котор и број туриста на њима у сталном је порасту, а слично је и са туристима на приватним јахтама.
Графички приказ развоја крузинг туризма у Котору почетком 21. века
| Година | Број бродова присталих у Которску луку | Број гостију приспелих крузерима у Котор |
| ------ | -------------------------------------- | ---------------------------------------- |
| 2003   | око 50                                 | око 40.000                               |
| 2004   | око 70                                 | око 20.000                               |
| 2005   | око 150                                | око 40.000                               |
| 2006   | око 155                                | око 40.000                               |
| 2007   | око 175                                | око 50.000                               |
| 2008   | око 230                                | око 50.000                               |
| 2009   | око 260                                | око 75.000                               |
| 2010   | око 310                                | око 150.000                              |
| 2011   | око 320                                | око 190.000                              |
| 2012   | око 340                                | око 250.000                              |
| 2013   | око 380                                | око 320.000                              |
| 2014   | око 350                                | око 310.000                              |
| 2015   | око 400                                | око 440.000                              |

| Година | Број јахти присталих у Которску марину | Број путника приспелих на јахтама у Котор |
| ------ | -------------------------------------- | ----------------------------------------- |
| 2003   | око 600                                | око 2.500                                 |
| 2004   | око 750                                | око 2.000                                 |
| 2005   | око 780                                | око 3.000                                 |
| 2006   | око 1.000                              | око 4.500                                 |
| 2007   | око 1.200                              | око 6.000                                 |
| 2008   | око 1.100                              | око 6.000                                 |
| 2009   | око 1.100                              | око 5.000                                 |
| 2010   | око 1.100                              | око 5.000                                 |
| 2011   | око 1.200                              | око 6.000                                 |
| 2012   | око 1.450                              | око 6.000                                 |
| 2013   | око 1.500                              | око 6.500                                 |
| 2014   | око 1.600                              | око 7.500                                 |
| 2015   | око 1.550                              | око 7.000                                 |

## Рекреација
У Котору постоји лепо уређен градски парк поред мора, са уређеним дечјим игралиштем. Од которске риве према месту Доброта, уз саму обалу, води уски стари пут, познат као доњи пут, дужине око 7 км. Идеалан је за пешачење, рекреативну вожњу бициклом, па и за џогинг.
Смештен у самом подножју планинског ланца, са високим врховима који га окружују са свих страна осим према мору, Котор је занимљиво место и за љубитеље пешачења и планинарења. Уређена планинарска стаза води према врху Свети Иван, који се налази изнад града и даље ка превоју Крстац (965 м) на планини Ловћен. Одатле се даље може пешачити ка Пестинграду (1.098 м) или ка Језерском врху (1657 м), другом по висини врху на Ловћену, где се налази величанствени маузолеј Петра II Петровића Његоша. За овакве излете постоје организоване пешачке туре.
Када је спорт у питању, Котор је најпознатији по ватерполу, а у граду се налазе и два базена: затворени, олимпијски и отворени базен у мору, на самом почетку доњег пута. У граду постоји и фудбалски стадион, тениски терени и терени за мале спортове. Последњих година оживљава се неоправдано запостављено једриличарство, па се оганизују и регате, а у Котору постоји и ронилачки клуб у ком се може изнајмити ронилачка опрема.

## Манифестације
Котор током године обилује манифестацијама, како традиционалним какве су карневали, маскенбали, рибарске или верске феште, тако и оним скорашњим, установљеним са циљем привлачења што већег броја туриста и гостију. Најпознатији су свакако Которски карневал и Фасинада у Перасту:
- Дани Светог Трипуна — недавно обновљена манифестација која потиче из 15. века. Свечаности које се одржавају у славу заститника града Св. Трипуна почињу крајем јануара, а завршавају се почетком фебруара.
- Которски карневал — традиција прављења карневалских фешти траје у Котору од прве половине 16. века. У новијем периоду прекинута је само током Другог светског рата, да би била обновљена 60-тих година 20. века и траје све до данас. Карневалско слављење — Фештање одржава се у фебруару, али припреме трају месецима, како би се направиле што оригиналније маске. Карневалске маске традиционално представљају пародију на стварност, а врхунац забаве представља суђење и спаљивање велике лутке, „кривца за све невоље Которана током протекле године”.[17] Карневалске свечаности организују се по целом граду и укључују маскенбале, дегустацију специјалитета которске кужине, музичке концерте и позорисне представе. Традиционалне которске карневалске феште највећа су забавна манифестација у Црној Гори. Которски карневал посети неколико хиљада људи, а осим домаћих карневалских трупа уцествују и многе карневалске групе из Европе и света.
- Дани камелије — манифестација која се одржава у марту, у част цвета камелије који током пролећа краси готово све которске баште. Током манифестације одржава се изложба цвећа, ликовне изложбе, позоришне представе. Круну манифестације представља Бал камелија и избор Даме камелије.
- Фестивал подводног филма — ревија филмова који су направљени да би промовисали богатство морског акваторија, не само Црне Горе већ и целог света. Одржава се током јуна месеца.
- Которске летње феште — трају током јула и обухватају концерте класичне, духовне, камернеи инструменталне музике који се углавном одрзавају у которским црквама, и концертним дворанама.
- Фестивал дјетета — манифестација која се одржава почетком јула и обухвата низ програма намењених деци. На импромизованим сценама на трговима Старог града одржавају се дечје позоришне представе, а у пратећем програму учествују дечји писци и песници.
- Интернационални фестивал моде — организује се током јула и окупља модне креаторе из Црне Горе, региона и иностранства.
- Фасинада — још једна традиционална манифестација која се одржава током јула у Перасту и подразумева ритуалну процесију коју чине окићени чамци и барке, а која се традиционално креће око острва Госпа од Шкрпјела. Свечаност подразумева и традиционално насипање камења, које барке из залива довозе до острва, и затим га избацују око обале. У свецаности учествују само мушкарци. Према старом обичају на острву се тада припрема рибља вечера.
- СиРок фестивал — музички фестивал који се крајем јула одржава у Котору од 2011. године, а улаз на фестивал је бесплатан.
- Интернационални летњи карневал — организује се у августу а слично зимском карневалу намењен је забави и слављу на улицама и трговима Котора. Ова манифестација настала је почетком 21. века да би превасходно туристима дочарала атмосферу которских уличних фешти.
- Бокељска ноћ (Бокешка ноћ) — још једна традиционална которска манифестација која се одржава у августу. Препознатљива је по дефилеу цамаца и барки дуж которске луке, тематски украшених и осветљених разнобојним светлима. На крају вечери бира се најлепше уређена барка, а свечаност се завршава ватрометом.
- Међународни сусрети клапа — музичка свечаност која обележава крај августа и подразумева такмичење у клапском певању. Одрзава се у Перасту надомак Котора. Клапско певање карактеристично је за Јужни Јадран, односно Далмацију и Боку которску. Манифестација траје три дана и има и такмичарски карактер.
- Прослава Нове године на отвореном — Котор је један од првих градова који је почео да организује прославу новогодишњих празника на отвореном. Током новогодишњих празника посетиоце на трговима и пјацетама Старог града увесељавају локалне музичке групе.